# 1702
Cette page concerne l'année 1702  du calendrier grégorien.
L'année 1702 est une année commune qui commence un dimanche.

## Événements

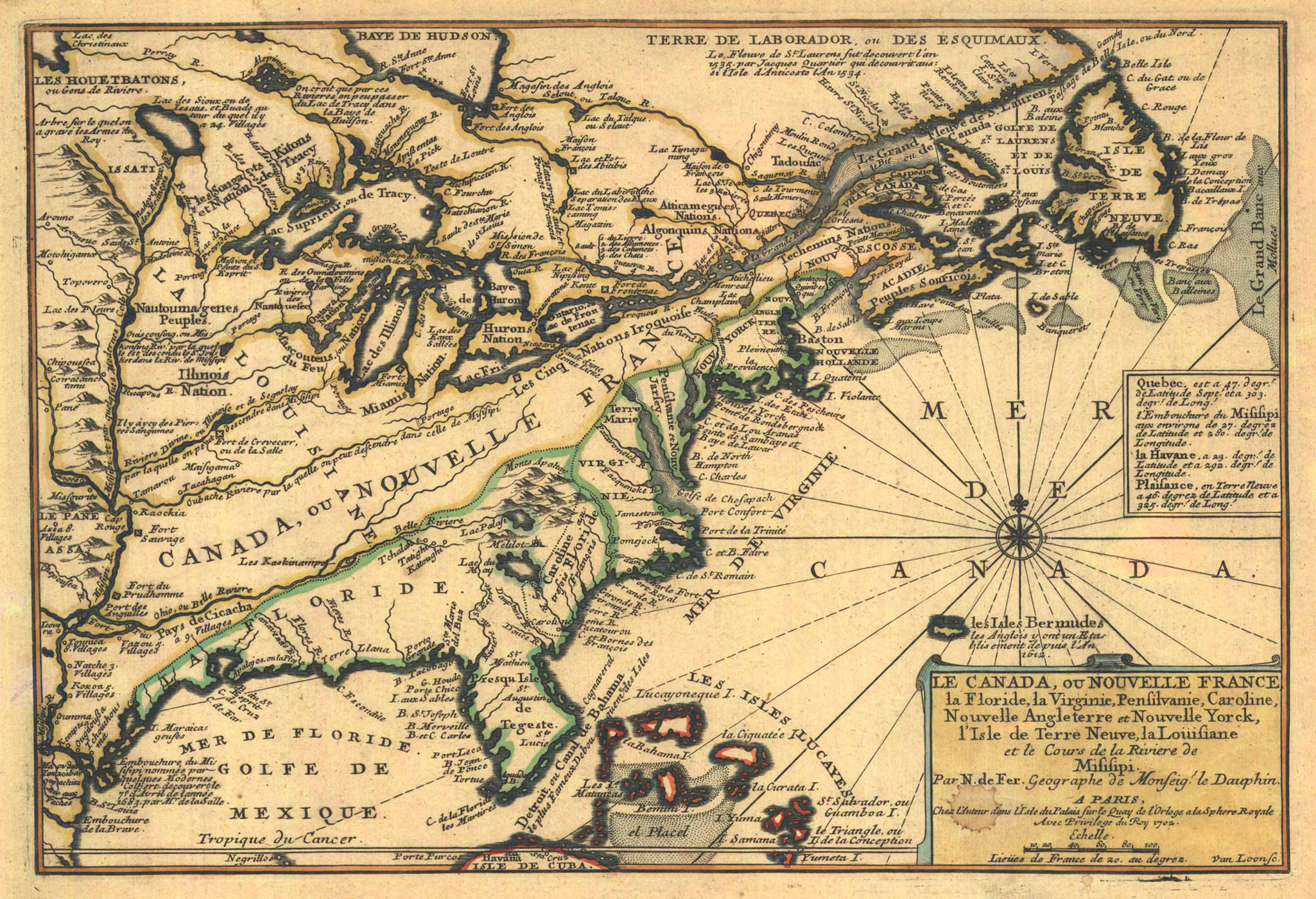
Nicolas de Fer: Le Canada, ou Nouvelle France, la Floride, la Virginie, Pensilvanie, Caroline ..., Paris 1702

- 6 janvier : fondation par le Français Bienville du Fort Louis sur le site de l’actuelle Mobile[1]. Pierre Le Moyne d'Iberville, arrivé sur place en mars, y installe la capitale de la Louisiane de 1702 à 1720[2].
- 15 mai : l’Angleterre et les Pays-Bas déclarent officiellement la guerre à la France et à l’Espagne (Guerre de Succession d'Espagne)[3]. Début de la deuxième guerre intercoloniale. Les hostilités commencent entre colons français et anglais en Acadie (1703), entre colons anglais de Caroline et espagnols de Floride.

- 20 mai, Floride espagnole : des Indiens Creeks, encouragés par les colons anglais de Caroline, attaquent la mission de Santa Fé de Toloca en territoire Timucua[4].
- 14 juillet : les Anglais s'emparent des deux portions françaises de l'île Saint-Christophe[3].

- 29 août-4 septembre (19-25 août du calendrier julien) : bataille navale de Santa-Martha en Colombie[5]. Le Français Jean-Baptiste du Casse (4 bateaux) prend l'ascendant sur une flotte anglaise commandée par John Benbow (7 bateaux).
- 5 septembre : le vizir Hüseyin Köprülü est renvoyé par le sultan ottoman[6]. Treize grands vizirs se succèderont entre 1703 et 1718.
- 27 octobre : les troupes anglaises du gouverneur de Caroline James Moore attaquent Saint Augustine en Floride ; ils sont repoussés par les Espagnols le 7 novembre[3].
- 15 décembre : vengeance des 47 rōnin[7].

- Guerre civile au Bénin[8].
- Révolte des noirs dans les Antilles britanniques[9].

### Europe
- 21 février : abolition du servage de la glèbe (vornedskab) au Danemark[10].
- 11 mars : publication à Londres du premier journal quotidien : The Daily Courant[11].
- 19 mars (8 mars du calendrier julien) : décès du roi d'Angleterre Guillaume d'Orange. C'est Anne Stuart, épouse du Prince de Danemark, qui lui succède (fin en 1714). John Churchill (Marlborough) a la faveur de la reine et prend la tête des troupes alliées en juillet (fin en 1711)[12]. À la suite du décès de Guillaume d'Orange, les Provinces-Unies abolissent le Stathouderat (jusqu'en 1747)[13].
- 7 mai : le vicaire apostolique Kodde, en résidence à Utrecht, est suspendu par Clément XI pour d'être déclaré favorable aux jansénistes et attiré ceux qui sont inquiétés en France (Pasquier Quesnel)[14].
- 24 juillet : dans les Cévennes, le meurtre de l'abbé du Chayla provoque la guerre des Camisards[15].
- 30 novembre : acte de constitution des confins de Slavonie (Slavonie militaire ou confins de la Save)[16]. La frontière militaire entre la Hongrie et l’Empire ottoman est transférée au sud, le long de la Save.

- Les territoires des Coumans et les Iazyges (Iasses), établis entre le Danube et la Tisza au Moyen Âge, où ils se sont magyarisés, sont donnés en hypothèque aux chevaliers teutoniques et eux-mêmes transformés en serfs. Ils mènent pendant la première moitié du siècle une longue résistance pour reconquérir leur ancien statut de liberté, qu'ils retrouveront en 1745[17].

#### Guerre de Succession d'Espagne
- 1er février : échec du prince Eugène à la bataille de Crémone où Villeroy est pris[12].

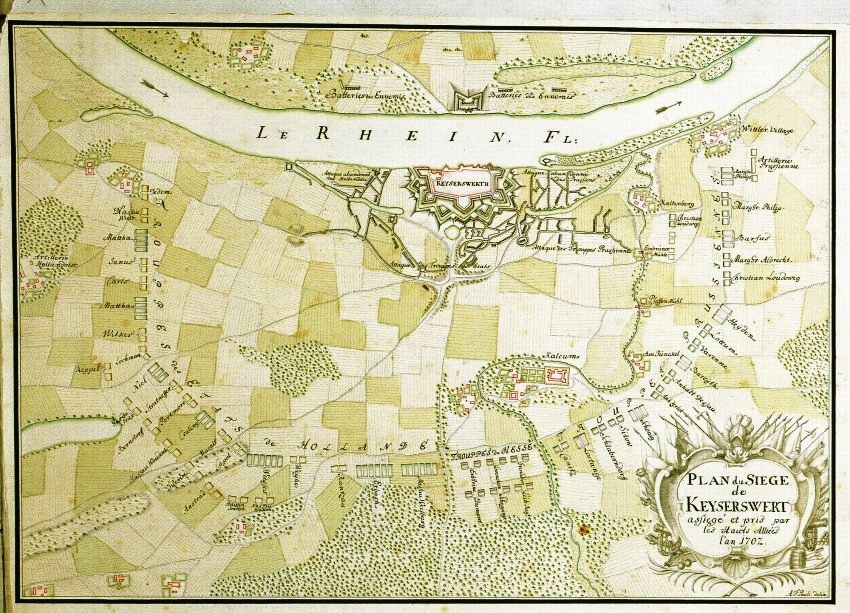
16 avril-15 juin : siège de Kaiserswerth.

- 16 avril : siège de Kaiserswerth par les Hollandais et les Prussiens ; la garnison française capitule le 15 juin[12].
- 26 avril : Catinat prend le commandement de l'armée du Rhin[12].

- 4 mai : l'Angleterre déclare la guerre à la France et à l'Espagne[12].
- 15 mai : les Provinces-Unies déclarent la guerre à la France et à l'Espagne[12].
- 24 mai : Vendôme occupe Mantoue[12].

- 11 juin : victoire du duc de Bourgogne à Nimègue[12].
- 19 juin : les Alliés commencent le siège de Landau, prise le 9 septembre ; recul de l'armée française du Rhin sous Strasbourg en juillet[12].

- 26 juillet : Vendôme bat les Impériaux à Santa-Vittoria, près de Mantoue[12].

- 1er août : le prince Eugène doit lever le siège de Mantoue[18].
- 15 août : Vendôme est victorieux à la bataille de Luzzara (Italie)[12].
- 23 août-30 septembre : échec de l'amiral de la Royal Navy George Rooke à la bataille de Cadix[19].
- 30 août : Louis XIV envoie Villars renforcer Maximilien-Emmanuel de Bavière en Allemagne avec une partie de l'armée française du Rhin[12].

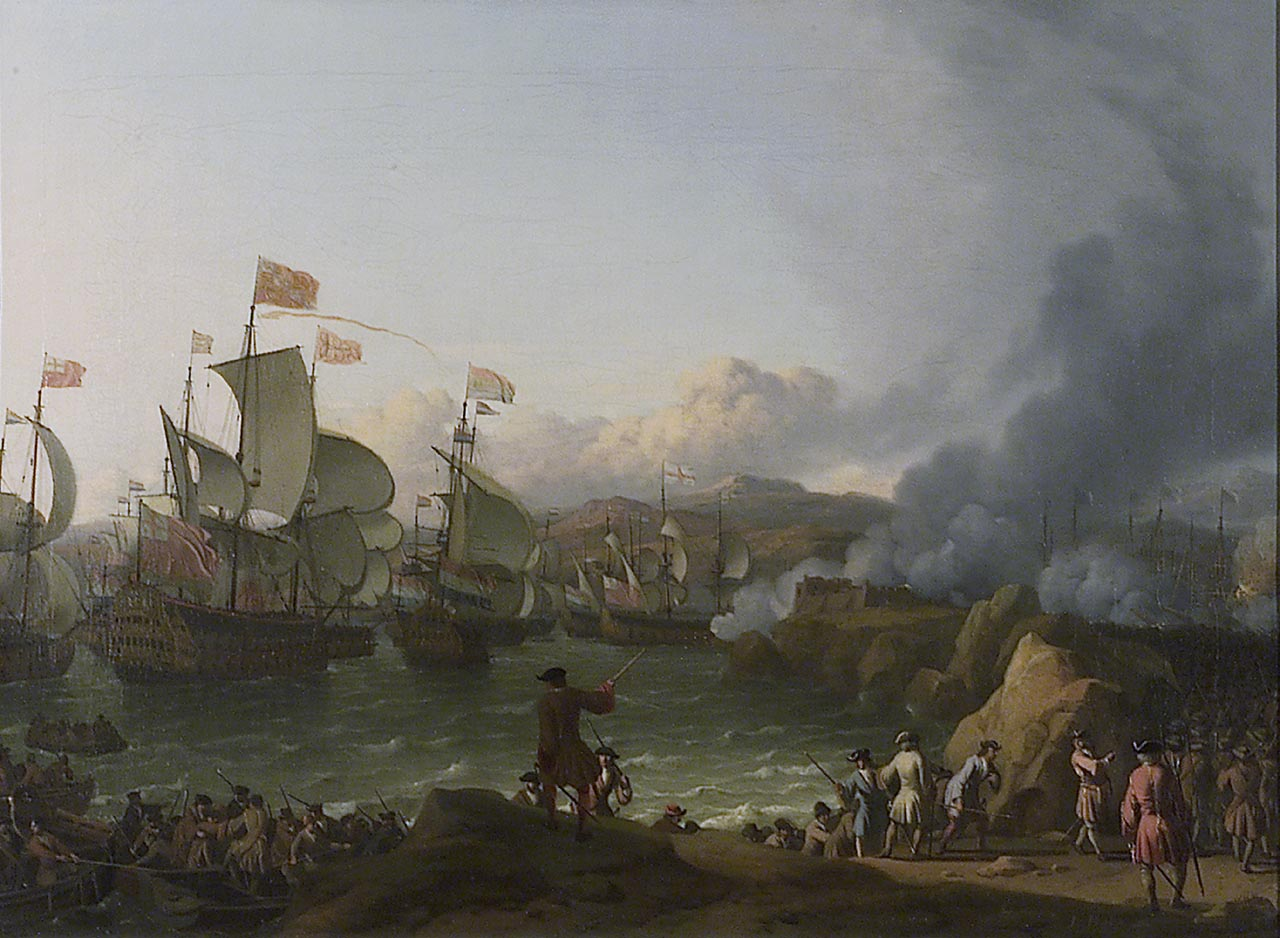
23 octobre : bataille navale de Vigo

- 8 septembre : Maximilien-Emmanuel de Bavière, allié de la France, prend Ulm[12].
- 9 septembre : les Français prennent Guastalla (Italie)[12].

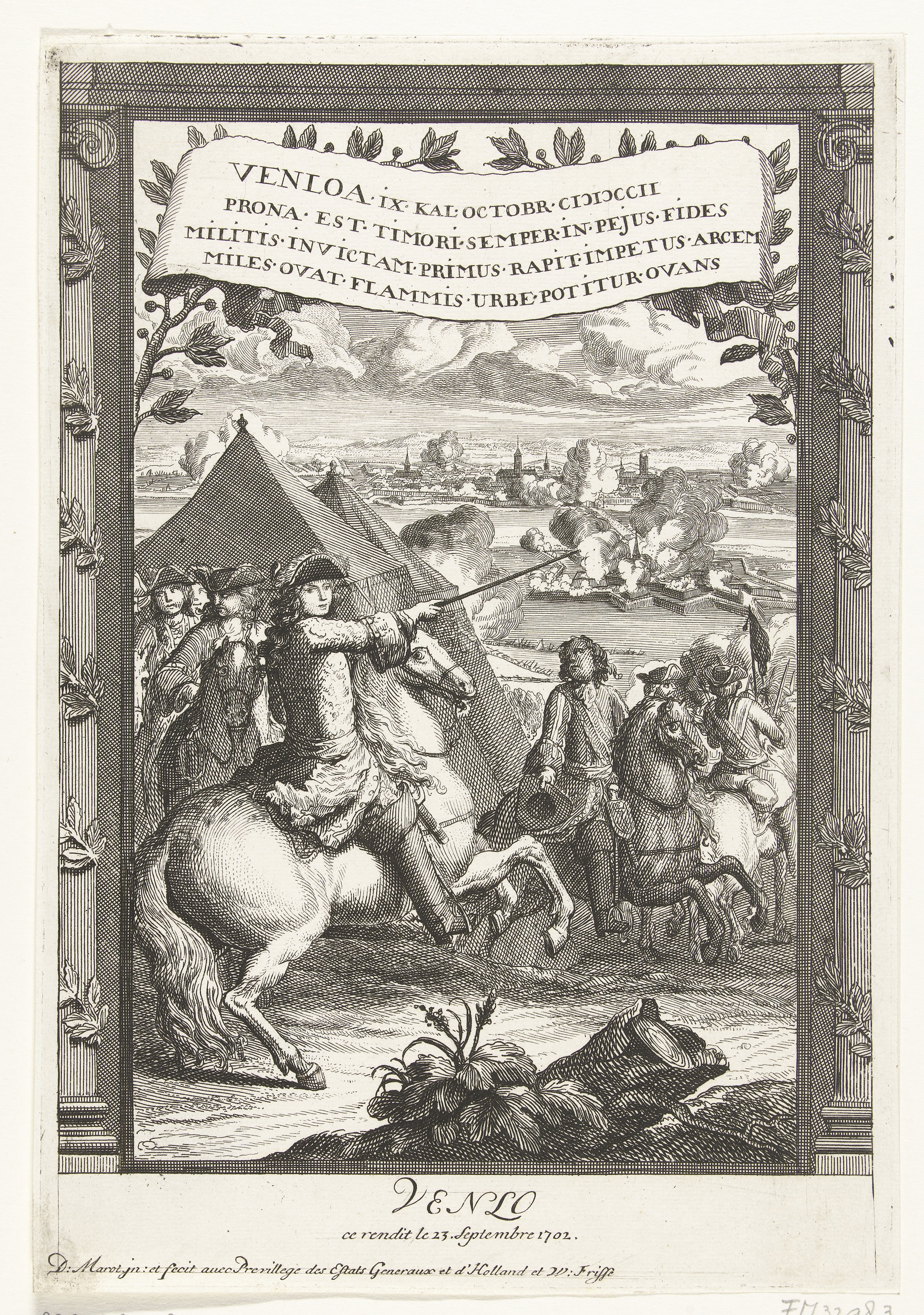
23 septembre : capitulation de Venlo

- 23 septembre-7 octobre : succès des alliés aux Pays-Bas. Marlborough prend Venloo, Stevensweert (2 octobre), puis Ruremonde (7 octobre) en Gueldre[20].
- 28 septembre : l'Empire déclare la guerre à la France[21].

- 14 octobre : victoire française de Villars à la bataille de Friedlingen sur le prince de Bade[12].
- 22 octobre : bataille navale de Vigo[5]. Une escadre anglo-hollandaise attaque et s'empare d'un convoi espagnol de retour du Mexique malgré l'escorte assurée par les navires français de Chateaurenault.
- 25 octobre : Tallard occupe Trèves puis le château de Trarbach (7 novembre)[20].

- 31 octobre : Marlborough prend Liège[12].
- 3 décembre : Tallard entre dans Nancy avec 3000 hommes. Les Français occupent le duché de Lorraine[22].

- Décembre : en Italie, Les Français chassent les Impériaux du prince Eugène du Milanais et du duché de Mantoue[12]

#### Seconde Guerre du Nord

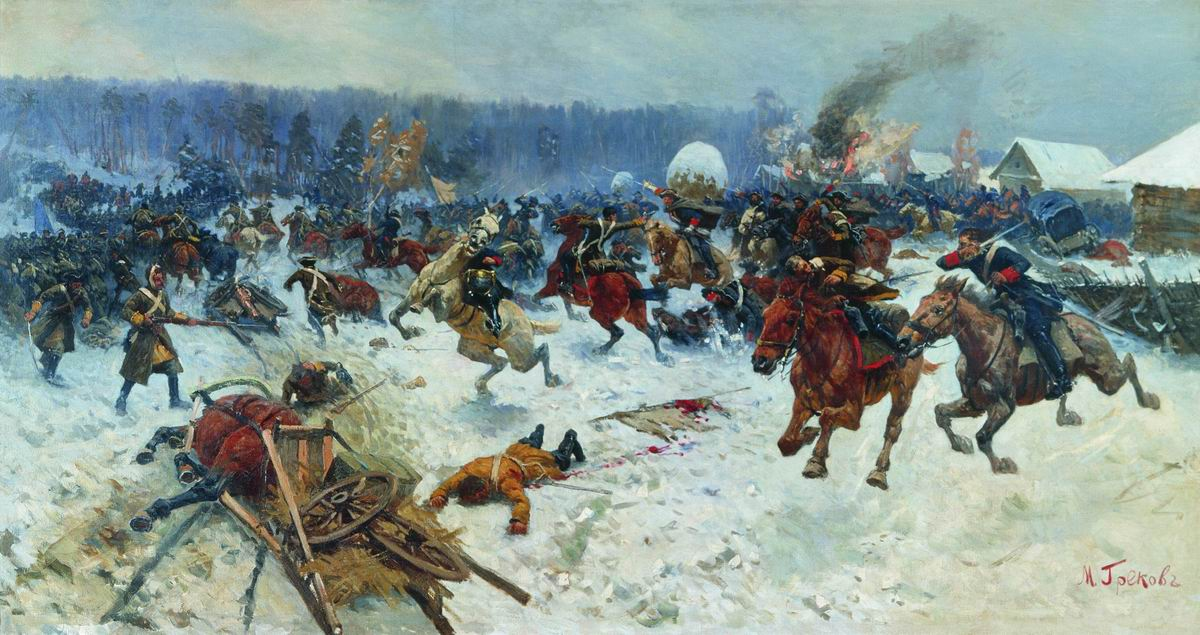
9 janvier : bataille d'Erastfer, peinture de Mitrophane Grekov.

- 9 janvier (30 décembre du calendrier julien) : victoire des russes de Boris Cheremetiev sur les Suédois à Erastfer[23].

- 26 mai : les troupes suédoises occupent Varsovie abandonnée par Auguste II de Pologne[24].

- 19 juillet : victoire des troupes suédoises à la bataille de Kliszów[24].
- 29 juillet : victoire russe de Boris Cheremetiev sur les Suédois à la bataille de Hummelshof[25]. Prise de Volmar et de Marienbourg. La Livonie est ravagée. En août, les troupes d’Apraxine sévissent en Ingrie.

- 10 août : les troupes suédoises occupent Cracovie après leur victoire à Kliszów[24].
- 22 août-7 septembre : Auguste II de Pologne réunit ses partisans de Petite-Pologne dans une confédération à Sandomierz[26].

- 10 septembre : Auguste II de Pologne reprend Varsovie ; il ouvre une nouvelle assemblée le 22 septembre qui envoie une ambassade à Cracovie pour traiter avec Charles XII, sans résultats[26].
- 16 septembre : incendie du château royal de Cracovie ; peu après, Charles XII fait une chute de cheval et se casse la jambe, ce qui l'empêche de poursuivre ses projets pendant quatre mois[26].

- 22 octobre[27] : Pierre le Grand prend Nöteborg et rebaptise la forteresse Schlüsselbourg (la « Clef de la Baltique »)[28].
- 29 novembre-12 décembre : Auguste II de Pologne forme une nouvelle confédération de la noblesse de Grande-Pologne et de Lituanie à Toruń[26].

## Naissances en 1702
- 6 janvier : José de Nebra, organiste et compositeur espagnol († 11 juillet 1768).
- 10 janvier : Johannes Zick, peintre allemand († 4 mars 1762).
- 12 janvier : Joseph Aved, collectionneur, marchand d’art et peintre français († 4 mars 1766).
- 20 avril : Zenón de Somodevilla, homme politique espagnol († 2 décembre 1781).
- 1er juin : François Chicoyneau, médecin français († 21 juin 1740).
- 21 juillet : Enrique Flórez, religieux et érudit espagnol († 5 mai 1773).
- 31 juillet : Jean-Denis Attiret, missionnaire et peintre français († 8 décembre 1768).
- 15 août : Francesco Zuccarelli, peintre et graveur italien († 30 décembre 1788).
- 14 septembre : Ercole Lelli, anatomiste, sculpteur et peintre italien († 7 mars 1766).

- Date précise inconnue :
- Étienne Montagnon, peintre et architecte français († 8 septembre 1762).

- Vers 1702 :
- Joseph Kelway, claveciniste, organiste et compositeur anglais († 1782).

## Décès en 1702
- 8 mars :
  - Jan de Baen, peintre néerlandais (° 20 février 1633).
  - Guillaume III d'Orange-Nassau, roi d'Angleterre et d'Irlande (sous le nom de Guillaume III) et roi d'Écosse (sous le nom de Guillaume II) (° 14 novembre 1650).
- 27 avril : Jean Bart, corsaire français (° 21 octobre 1650).
- 17 mai : Jan Wyck, peintre néerlandais (° 29 octobre 1652).
- 27 mai : Dominique Bouhours, jésuite et critique littéraire français (° 15 mai 1628).
- 6 juillet : Nicolas Lebègue, musicien français (° 1631).
- 16 juillet : Étienne Loulié, musicien, pédagogue et théoricien de la musique français (° 1654).
- 28 juillet : Vincent van der Vinne,  peintre néerlandais (° 11 octobre 1628).
- 20 octobre : Jean Ier Restout, peintre français (° 15 novembre 1666).
- 12 décembre : Olof Rudbeck, naturaliste, linguiste et auteur suédois qui a découvert le système lymphatique[29] (° 13 septembre 1630).
- 28 décembre : Richard Brakenburgh, peintre néerlandais (° 1650).

- Date précise inconnue :
  - avril : Clopton Havers, médecin anglais, le premier à observer et décrire les canaux d'Havers (° 24 février 1657).
  - Isidoro Arredondo, peintre d'histoire espagnol (° 1655).
  - François Le Coigneux de Bachaumont, poète français (° 1631).